# Focke-Wulf Fw 300
El Focke-Wulf Fw 300 fue una propuesta de un avión de pasajeros civil, transporte, reconocimiento y antibuque de muy gran autonomía diseñado por Focke-Wulf en 1941 y 1942. Intentaba reemplazar el Focke-Wulf Fw 200 Condor. 

## Descripción
Diseñado por Kurt Tank.
La tripulación de 8 hombres estaba encerrada en una cabina presurizada y las armas defensivas eran operadas remotamente. Para tareas antibuque podía llevar misiles.

## Especificaciones (propuestas)

### Características generales
- Tripulación: 8
- Longitud: 32,2 m (105,6 ft)
- Envergadura: 46,2 m (151,6 ft)
- Altura: 5,6 m (18,4 ft)
- Superficie alar: 277 m²
- Peso cargado: 47,500 kg
- Planta motriz: 1× motor radial Jumo 9-222 o Daimler-Benz DB 9-603E.
  - Potencia: 1865 kW (2571 HP; 2536 CV)

### Rendimiento
- Velocidad máxima operativa (Vno):  635 km/h
- Alcance: 9000 km (4860 nmi; 5592 mi)

### Armamento
- Cañones: 12× cañón MG 151/20 en seis torretas dobles.

### Desarrollos relacionados
- Focke-Wulf Fw 200
- Focke-Wulf Fw 400

### Aeronaves similares
- Junkers Ju 290

### Secuencias de designación
- Sistema de designación aeronaves del RLM: ← Ar 296 · Hs 297 · Hs 298 · Fw 300 · Me 309 · Me 310 · Ca.313 →

### Listas relacionadas
- Anexo:Proyectos y prototipos de aviones de la Luftwaffe durante la Segunda Guerra Mundial